# Iridana perdita
Iridana perdita är en fjärilsart som beskrevs av Kirby 1890. Iridana perdita ingår i släktet Iridana och familjen juvelvingar. Inga underarter finns listade i Catalogue of Life.